# Macerio nicoleti
Macerio nicoleti is een spinnensoort uit de familie van de Cheiracanthiidae.
De wetenschappelijke naam van de soort werd in 1951 gepubliceerd door Cândido Firmino de Mello-Leitão.